# Ландбек, Лизелотте
Элизабет Шарлотта Валери Мария Луиза Маргарета Ландбек-Вердэн (-Эйкенс) (нем. Elisabeth Charlotte Valérie Maria Luise Margarete Landbeck-Verdun (-Eykens); 13 января 1916, Австрия — 15 февраля 2013) — австрийская и бельгийская фигуристка и конькобежка, бронзовый призёр чемпионата мира, 2-кратная серебряный призёр чемпионатов Европы, 2 кратная чемпионка и 2-кратная призёр чемпионата Австрии в женском одиночном катании. Чемпионка мира в конькобежном спорте и 5-кратная рекордсменка мира.

## Биография
Лизелотте Ландбек родилась в семье Пауля Ландбека и Маргареты Вилдмозер в Вене. С раннего детства начала кататься на коньках и вскоре увлеклась фигурным катанием и конькобежным спортом. 

### Фигурное катание
Уже в возрасте 15 лет в 1932 году она дебютировала на III-м чемпионате Европы в Париже, где заняла 5-е место в женском одиночном катании. В 1933 году на чемпионате Австрии по фигурному катанию Лизелотте поднялась на 2-е место, и следом на чемпионате Европы в Лондоне и на чемпионате мира в Стокгольме заняла 6-е места в одиночном катании. В 1934 году Лизелотте Ландбек провела сезон успешно и после победы на чемпионате Австрии, стала серебряным призёром чемпионата Европы в Зефельде и бронзовым призёром на чемпионате мира в Хельсинки, где первенствовала великая Соня Хени. В 1935 году вновь выиграла чемпионат страны и заняла повторно 2-е место на чемпионате Европы в Санкт-Морице. В 1936 году она представляла бельгийскую сборную на зимних Олимпийских играх в Гармиш-Партенкирхене, после того, как вышла замуж, и заняла там 4-е место в одиночном катании. После тех Игр она решила уйти из спорта.

### Конькобежный спорт
Лизелотте стала выступать в соревнованиях по конькобежному спорту также в сезоне 1931/1932 годов за венский конькобежный клуб "WEV" и уже в январе 1932 года в швейцарском Давосе она стала первой женщиной, пробежавшей на коньках 500 метров менее чем за 1 минуту, побив мировой рекорд со временем 58,7 сек. Также установила мировой рекорд в беге на 1000 метров - 2:08,80 сек. Через год стала первой чемпионкой мира в Осло, на 1-м неофициальном чемпионате мира в классическом многоборье. В том же году побила свой же мировой рекорд в забеге на 500 метров со временем 51,50 сек и на 1000 метров со временем 1:48,50 сек, а в 1934 году установила 5-й мировой рекорд в забеге на 500 метров, доведя время до 51,30 сек.

## Личная жизнь и королевская кровь
Лизелотте Ландбек в 1935 году вышла замуж за Роберта Вердэна, фигуриста в парном катании из Бельгии, выступавшего на зимних Олимпийских играх 1936 года, но в феврале 2011 года выяснилось, что зимой 1939–1940 годов замужнюю Ландбек пригласили научить королевских детей кататься на коньках, и что у них с королём Бельгии Леопольдом III был роман, который в то время был вдовцом, после того как в 1935 году погибла его супруга, принцесса Астрид Шведская. В результате романа в декабре 1940 года в Антверпене родилась дочь Ингеборг, которая на самом деле была внебрачной сводной сестрой Альберта II, правившего в качестве короля Бельгии с 1993 года до своего отречения от престола по состоянию здоровья в июле 2013 года. Ингеборг Вердэн живёт в США и не подозревала о своих родственных связях с бельгийской королевской семьёй. Она узнала правду, только когда ей было пятьдесят лет. В интервью бельгийскому журналу Humo она заявила: «Мне было пятьдесят, когда я впервые услышала, что мой отец мне не отец. Пятьдесят, знаете, что это значит? Это разрушает твою жизнь». Что стало с Лизелоттой Ландбек? Никто точно не знает. В своей книге автор Лео ван Ауденхаге утверждал на момент публикации своей книги в 2011 году, что Ландбек сейчас живет в доме престарелых в солнечной Европе. Как оказалось Лизелотте Ландбек развелась, повторно вышла замуж за жителя Антверпена по фамилии Эйкенс и переехала в Швецию, а уже позже умерла во Франции. В любом случае, это, безусловно, интригующая и фантастическая история, которая затрагивает несколько поколений бельгийской королевской семьи и вовлекает в неё чемпиона по фигурному катанию ушедшей эпохи, о жизни которого мы знаем очень мало.
| Соревнования/Сезоны | 1932 | 1933 | 1934 | 1935 | 1936 |
| ------------------- | ---- | ---- | ---- | ---- | ---- |
| Зимние Олимпиады    |      |      |      |      | 4    |
| Чемпионаты мира     |      | 6    | 3    |      |      |
| Чемпионаты Европы   | 5    | 6    | 2    | 2    | 4    |
| Чемпионаты Австрии  | 5    | 2    | 1    | 1    |      |